# Yirgachefe (woreda)
Pour la ville, voir Irgachefe.
Yirgachefe (ou Yirga Chefe) est un woreda du sud de l’Éthiopie situé dans la zone Gedeo. Ce district a 195 256 habitants en 2007 et fait partie de la région des nations, nationalités et peuples du Sud jusqu'au transfert de la zone dans la région Éthiopie du Sud en août 2023. Il porte le nom de son ancien chef-lieu (Yirga Chefe ou Irgachefe) devenu un district urbain distinct.

## Situation
Situé dans le centre de la zone Gedeo, le district est limitrophe de la zone Ouest Guji de la région Oromia.
|        | Wenago     |       |
| Abaya  | Yirgachefe | Bule  |
| Gelana | Kochere    | Gedeb |

## Population
Le recensement national de 2007 fait état de 195 256 habitants dans le district dont 8 % de citadins qui sont les 15 118 habitants du chef-lieu Yirga Chefe.
Près de 67 % des habitants sont protestants, 14 % sont orthodoxes, 7 % sont de religions traditionnelles africaines, 3 % sont catholiques et 2  % sont musulmans.
En 2022, la population est estimée sur le même périmètre à 274 952 personnes avec une densité de population de 1 033 personnes par km2 et 266 km2 de superficie.

## Production de café

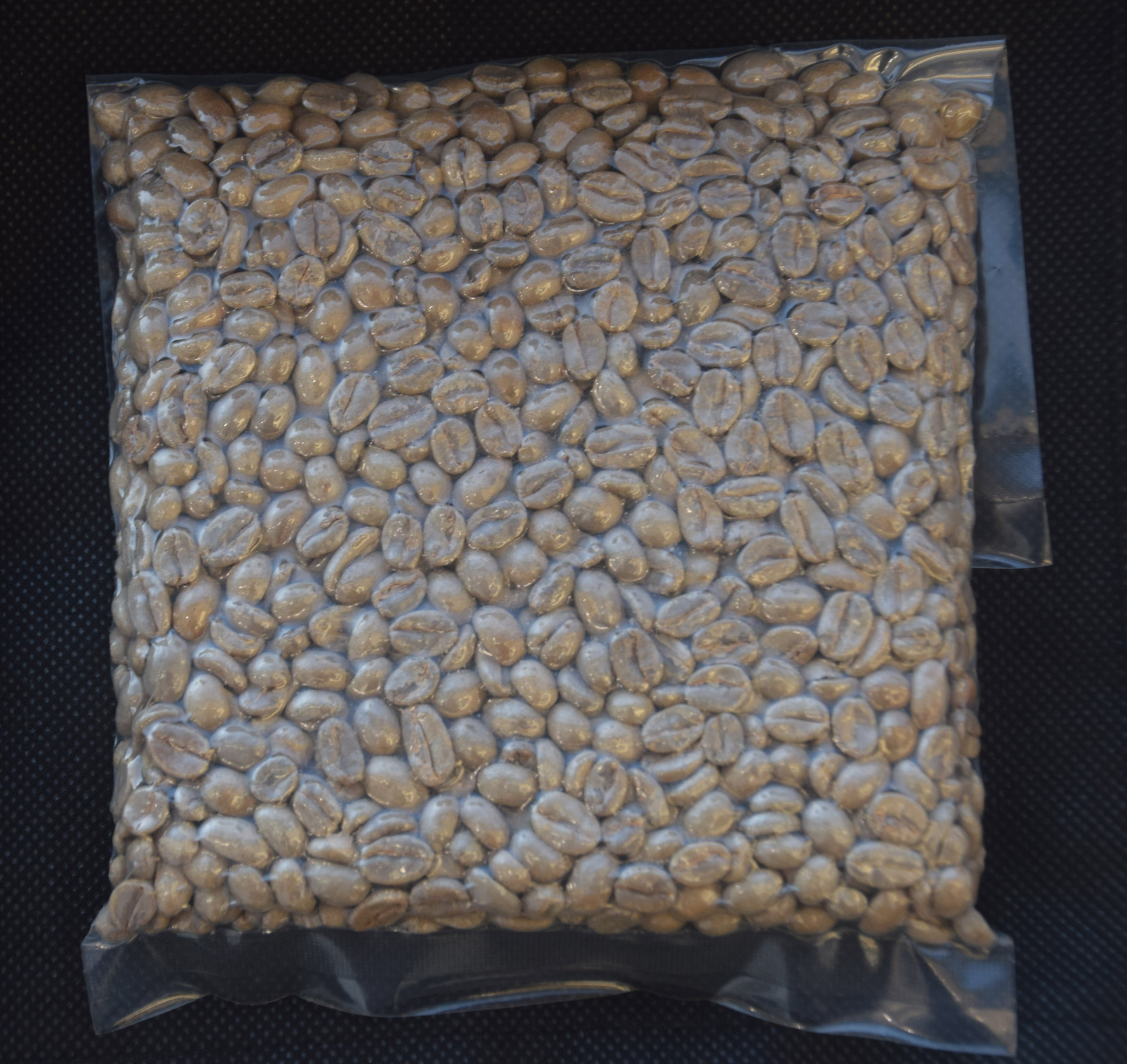
Café d'Irgacheffe.

La région produit un cru de moka particulièrement parfumé.